# Kenya aux Jeux olympiques d'été de 2000

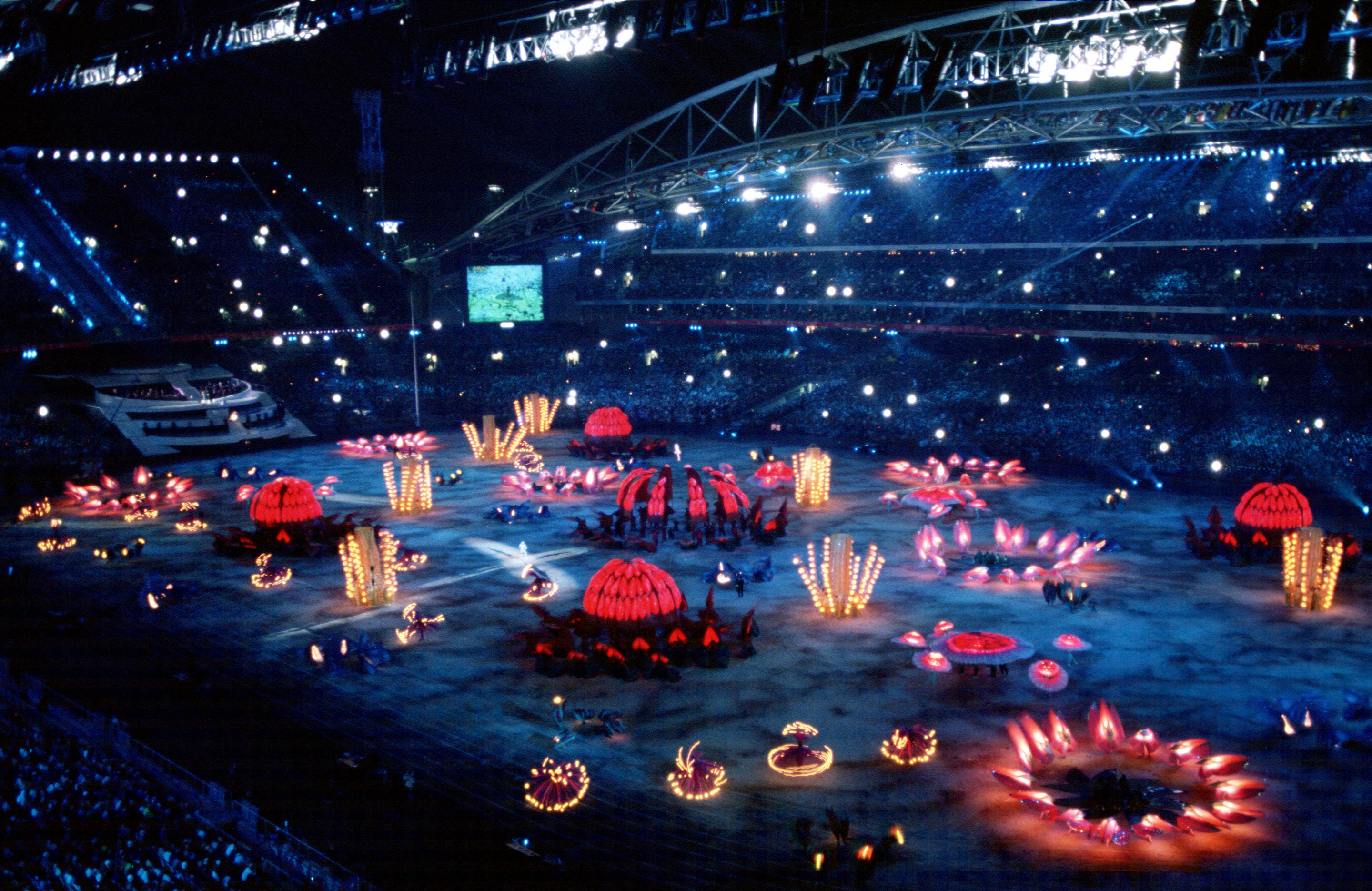
Cérémonie d'ouverture à Sydney.

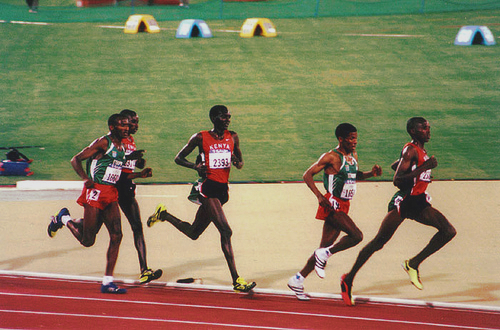
Finale du 10 000 mètres avec trois Kenyans (maillots rouges).

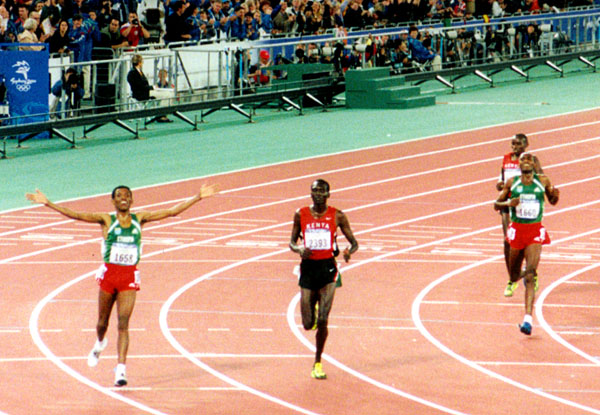
Arrivée du 10 000 mètres, Paul Tergat (au centre, no 2393) remporte la médaille d'argent.

Le Kenya participe aux Jeux olympiques d'été de 2000 à Sydney, en Australie, du 15 septembre au 1er octobre 2000. Il s'agit de leur dixième participation à des Jeux olympiques d'été.
La délégation kenyane est composée de cinquante-six athlètes concourant dans six sports. Elle termine vingt-neuvième au classement par nations avec deux médailles d'or, trois médailles d'argent et deux médailles de bronze, soit un total de sept médailles.
Les Kenyans se distinguent en athlétisme où ils remportent leurs sept médailles, dont deux médailles d'or. Ils font notamment le doublé au 3 000 mètres steeple avec Reuben Kosgei l'emportant devant son compatriote Wilson Boit Kipketer.

## Médaillés kenyans

### Médaillés d'or kenyans
Ont reçu la médaille d'or :
- Reuben Kosgei – Athlétisme, 3 000 mètres steeple, hommes ;
- Noah Ngeny – Athlétisme, 1 500 mètres, hommes.

### Médaillés d'argent
Ont reçu la médaille d'argent :
- Paul Tergat – Athlétisme, 10 000 mètres, hommes ;
- Wilson Boit Kipketer – Athlétisme, 3 000 mètres steeple, hommes ;
- Erick Wainaina – Athlétisme, marathon, hommes.

### Médaillés de bronze
Ont reçu la médaille de bronze :
- Joyce Chepchumba – Athlétisme, marathon, femmes ;
- Bernard Lagat – Athlétisme, 1 500 mètres, hommes.

## Resultats détaillés

### Tir à l'arc aux J.O. de 2000
| Individuel, hommes   |                     |                   |         |
|                      | Dominic John Rebelo |                   |         |
| Qualifications, 1/32 | Perdu contre        | Kyo-Moon Oh Corée | 168-132 |

### Athlétisme aux J.O. de 2000
1 500 m femmes
- Naomi Mugo
  1. 1er tour - 04:13.18 (non qualifiée)

5 000 m femmes
- Lydia Cheromei
  1. 1er tour - 15:09.32
  2. Finale - 14:47.35 (6e place)
- Vivian Cheruiyot
  1. 1er tour - 15:11.11
  2. Finale - 15:33.66 (14e place)
- Rose Cheruiyot
  1. 1er tour - 15:13.18
  2. Finale - 14:58.07 (11e place)

10 000 m femmes
- Tegla Loroupe
  1. 1er tour - 32:06.41
  2. Finale - 30:37.26 (5e place)
- Alice Timbilil
  1. 1er tour - 32:34.15
  2. Finale - 31:50.22 (14e place)
- Sally Barsosio
  1. 1er tour - 32:34.07
  2. Finale - 31:57.41 (17e place)

Marathon, femmes
- Joyce Chepchumba

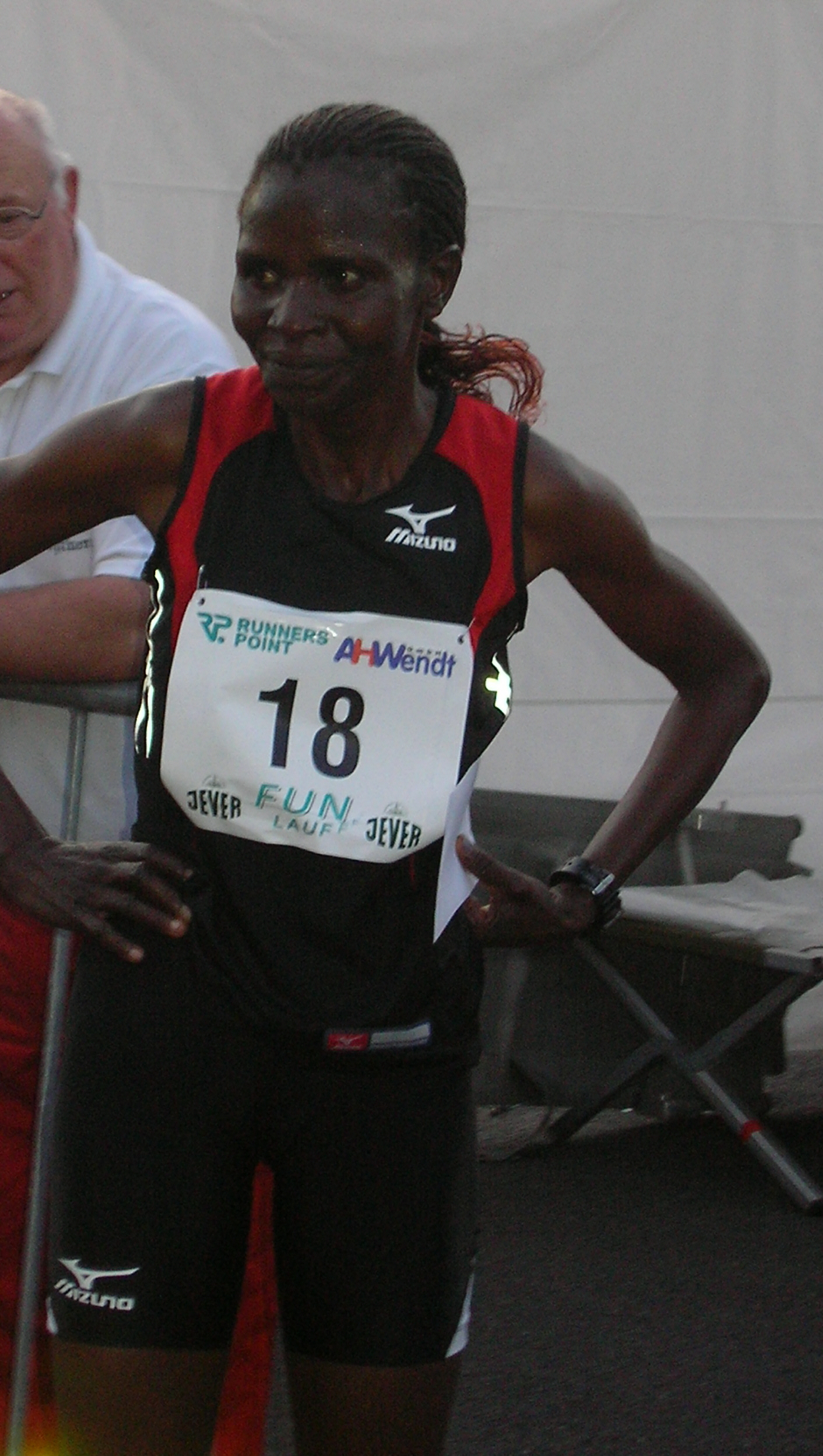
Joyce Chepchumba, ici en 2008, remporte la médaille de bronze au marathon.

  1. Finale - 2:24:45 (médaille de bronze)
- Esther Wanjiru
  1. Finale - 2:26:17 (4e place)
- Tegla Loroupe
  1. Finale - 2:29:45 (13e place)

200 m hommes
- Ezra Sambu
  1. 1er tour - 21.23 (non qualifié)

400 m hommes
- David Kipkorir Kirui
  1. 1er tour - 45.69 (non qualifié)
  2. 2e tour - 46 (non qualifié)
- Kennedy Ochieng
  1. 1er tour - Abandon (non qualifié)

800 m hommes
- Japheth Kimutai
  1. 1er tour - 01:45.60
  2. Demi-finale - 01:45.64 (non qualifié)
- William Yiampoy
  1. 1er tour - 01:47.35
  2. Demi-finale - 01:45.88 (non qualifié)
- Joseph Mutua
  1. 1er tour - 01:47.86 (non qualifié)

1 500 m hommes
- Noah Ngeny
  1. 1er tour - 03:38.03
  2. Demi-finale - 03:39.29

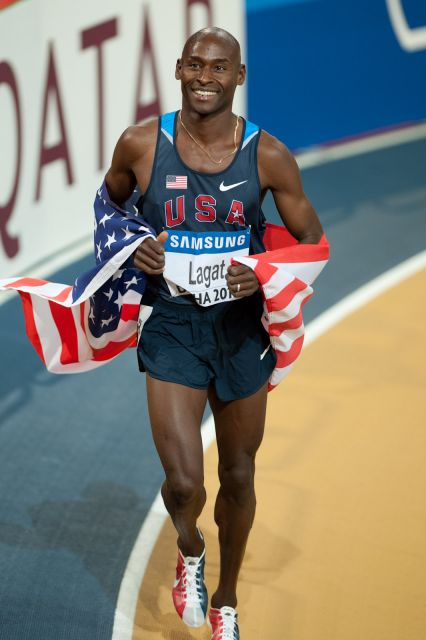
Au 1 500 m hommes, Noah Ngeny remporte l'or, et Bernard Lagat le bronze (ici après sa naturalisation américaine).

  3. Finale - 03:32.07 (médaille d'or)  - Record olympique
- William Chirchir
  1. 1er tour - 03:40.22 (non qualifié)
- Bernard Lagat
  1. 1er tour - 03:40.42
  2. Demi-finale - 03:37.84
  3. Finale - 03:32.44 (médaille de bronze)

5 000 m hommes
- David Chelule
  1. 1er tour - 13:29.98
  2. Finale - 13:37.13 (5e place)
- Richard Limo
  1. 1er tour - 13:23.17
  2. Finale - 13:39.43 (10e place)
- Julius Gitahi
  1. 1er tour - 13:23.17
  2. Finale - 13:39.11 (9e place)

10 000 m hommes
- Paul Tergat
  1. 1er tour - 27:44.07
  2. Finale - 27:18.29 (médaille d'argent)
- Patrick Ivuti
  1. 1er tour - 27:50.10
  2. Finale - 27:20.44 (4e place)
- John Cheruiyot Korir
  1. 1er tour - 27:50.19
  2. Finale - 27:24.75 (5e place)

400 m haies, hommes
- Erick Keter
  1. 1er tour - 50.06 (non qualifié)
  2. Demi-finale - 51.25 (non qualifié)
- Hillary Kiprotich Maritim
  1. 1er tour - 51.04 (non qualifié)

4 × 400 m, hommes
- Julius Chepkwony, Samson Yego Kipchirchir, Joseph Mutua, Ezra Sambu
  1. 1er tour -  (non qualifié)
  2. Demi-finale -  (non qualifié)
  3. Finale -  (place)

3 000 m steeple, hommes
- Reuben Kosgei
  1. 1er tour - 08:23.17
  2. Finale - 08:21.43 (médaille d'or)
- Wilson Boit Kipketer
  1. 1er tour - 08:22.07
  2. Finale - 08:21.77 (médaille d'argent)
- Bernard Barmasai
  1. 1er tour - 08:23.08
  2. Finale - 08:22.23 (4e place)

20 km marche, hommes
- David Kimutai
  1. Finale - 1:28:45 (39e place)
- Julius Kipkoech Sawe
  1. Finale - 1:30:55 (42e place)

Marathon, hommes
- Erick Wainaina
  1. Finale - 2:10:31 (médaille d'argent)
- Kenneth Cheruiyot
  1. Finale - Abandon
- Elijah Lagat
  1. Finale - Abandon

### Boxe aux J.O. de 2000
Poids mi-mouches
- Suleiman Bilali -  (non qualifié)

Poids super-légers
- Fred Kinuthia -  (non qualifié)

Poids moyens
- Peter Kariuki Ngumi -  (non qualifié)

Poids mi-lourds
- George Olwande Odindo -  (non qualifié)

### Cyclisme aux J.O. de 2000
VTT cross-country
- Ken Muhindi
  - Finale —  (39e place)

### Natation aux J.O. de 2000
100 m papillon, hommes
- Jin-Woo Kim
  - Qualifications — 59.55 (non qualifié)

100 m nage libre, femmes
- Maria Awori
  - Qualifications — 01:06.23 (non qualifiée)

### Volleyball aux J.O. de 2000
Équipe féminine
- Tour préliminaire (groupe A)
  - Perdu face au Brésil (0-3)
  - Perdu face aux États-Unis(0-3)
  - Perdu face à l'Australie (1-3)
  - Perdu face à la RP de Chine (0-3)
  - Perdu face à la Croatie (1-3) → non qualifiée (11e place)

- Équipe alignée
  - Mary Ayuma
  - Violet Barasa (capitaine)
  - Ednah Chepngeno
  - Margaret Indakala
  - Jackline Makokha
  - Roselidah Mangala
  - Gladys Nasikanda
  - Dorcas Ndasaba
  - Judith Serenge
  - Phylis Anyango
  - Doris Wefwafwa
  - Emily Wesutila
- Sélectionneur : Sadatoshi Sugawara